# Liste der Kulturgüter in Niederlenz
Die Liste der Kulturgüter in Niederlenz enthält alle Objekte in der Gemeinde Niederlenz im Kanton Aargau, die gemäss der Haager Konvention zum Schutz von Kulturgut bei bewaffneten Konflikten, dem Bundesgesetz vom 20. Juni 2014 über den Schutz der Kulturgüter bei bewaffneten Konflikten sowie der Verordnung vom 29. Oktober 2014 über den Schutz der Kulturgüter bei bewaffneten Konflikten unter Schutz stehen.
Objekte der Kategorien A und B sind vollständig in der Liste enthalten, Objekte der Kategorie C fehlen zurzeit (Stand: 1. Januar 2023). Unter übrige Baudenkmäler sind weitere geschützte Objekte zu finden, die in der Bau- und Nutzungsordnung der Gemeinde verzeichnet und nicht bereits in der Liste der Kulturgüter enthalten sind.

## Kulturgüter
| Foto |                                                                                           | Objekt                                                         | Kat. | Typ | Standort                               | Beschreibung |
| ---- | ----------------------------------------------------------------------------------------- | -------------------------------------------------------------- | ---- | --- | -------------------------------------- | --- |
| ja   | Datei hochladen · Wikidata zu Ehemaliges Zehntenhaus des Schlosses Lenzburg (Q19362370)   | Ehemaliges Zehntenhaus des Schlosses Lenzburg KGS-Nr.: 09884   | A    | G   | Dorfrain 9 655624 / 250361             | Im 15. Jahrhundert erbautes Zehntenhaus des Schlosses Lenzburg, um 1700 erneuert. Stattliches Gebäude mit hohem steilen Giebel und stark geknicktem Satteldach; je drei Voll- und Dachgeschosse, regelmässig verteilte rechteckige Doppelfenster. |
| ja   | Datei hochladen · Wikidata zu Hetex Areal Fabrikanlage (Q29580214)                        | Hetex-Areal Fabrikanlage KGS-Nr.: 15626                        | B    | G   | Lenzburgerstrasse 2, 4 655802 / 250089 | 1930 von Richard Hächler erbautes Fabrikgebäude, Teil eines historisch gewachsenen Fabrikensembles von beträchtlichem industriearchäologischem Wert. Viergeschossiges Gebäude mit verputzten Mauern und gestuftem Giebeldach.                     |
| BW   | Datei hochladen · Wikidata zu Ehemalige Untervogtei des Klosters Königsfelden (Q29580209) | Ehemalige Untervogtei des Klosters Königsfelden KGS-Nr.: 15627 | B    | G   | Hauptstrasse 6 655710 / 250242         | 1574 erbautes Verwaltungsgebäude des Klosters Königsfelden. |
| BW   | Datei hochladen · Wikidata zu Mittelbronzezeitliche Siedlung (Q105740627)                 | Mittelbronzezeitliche Siedlung KGS-Nr.: 15629                  | B    | F   | Schürz 655526 / 250975                 | |

## Übrige Baudenkmäler
| ID   | Foto |                                                             | Objekt                                                             | Typ | Standort                                 | Beschreibung |
| ---- | ---- | ----------------------------------------------------------- | ------------------------------------------------------------------ | --- | ---------------------------------------- | ------------ |
| 3/4  | BW   | Datei hochladen                                             | Mahlstuhlstützen und Inschriftentafeln der ehemaligen Mühle (1575) | G   | 655638 / 250413                          |              |
| 901  | ja   | Datei hochladen                                             | Altes Schulhaus / Altes Gemeindehaus (1837)                        | G   | Hauptstrasse 20 655687 / 250363          |              |
| 903  | ja   | Datei hochladen · Wikidata zu Reformierte Kirche (Q2136975) | Reformierte Kirche(1948–1949)                                      | G   | Höhenweg 8.2 655965 / 250371             |              |
| 904  | BW   | Datei hochladen                                             | Mehrfamilienhaus (Hünerwadel-Haus, Villa Vogt)                     | G   | Alte Lenzburgerstrasse 2 655895 / 250077 |              |
| 911  | BW   | Datei hochladen                                             | Ehemaliges Bauernhaus (Wohnteil, 1851)                             | G   | Rössligasse 3 655742 / 250362            |              |
| 912  | BW   | Datei hochladen                                             | Wohn- und Gewerbehaus (ehemalige Feilenhauerei)                    | G   | Dorfrain 1 655641 / 250338               |              |
| 915  | BW   | Datei hochladen                                             | Ehemaliges Bauernhaus (Wohnteil)                                   | G   | Dorfrain 13 655557 / 250350              |              |
| 916  | BW   | Datei hochladen                                             | Ehemaliges Bauernhaus (Wohnteil)                                   | G   | Dorfrain 16 655459 / 250364              |              |
| 917  | BW   | Datei hochladen                                             | Wohnhaus Alte Post (ohne Scheune)                                  | G   | Hauptstrasse 32 655694 / 250504          |              |
| 919  | BW   | Datei hochladen                                             | Ehemaliges Doppelbauernhaus (mit Dorfmuseum)                       | G   | Stierenweg 1 / Schürz 10 655615 / 250757 |              |
| 921A | BW   | Datei hochladen                                             | Mehrfamilienhäuser                                                 | G   | Leinenstrasse 1–3 655553 / 249842        |              |
| 921B | BW   | Datei hochladen                                             | Mehrfamilienhäuser                                                 | G   | Weberweg 1–3 655554 / 249807             |              |
| 922A | BW   | Datei hochladen                                             | Ehemalige Bandfabrik                                               | G   | Wildeggerstrasse 5 655456 / 250773       |              |
| 922B | BW   | Datei hochladen                                             | Bürogebäude Nr. 147 der ehemaligen Bandfabrik                      | G   | Wildeggerstrasse 5 655438 / 250738       |              |
| 922C | BW   | Datei hochladen                                             | Steinbogenbrücke bei ehemaliger Bandfabrik                         | G   | Wildeggerstrasse 5 655441 / 250766       |              |
| 923  | BW   | Datei hochladen                                             | Wohnheim Gartenbauschule                                           | G   | Alte Lenzburgerstrasse 1 655794 / 250178 |              |

Legende: Siehe Legende der Liste der Kulturgüter von nationaler und regionaler Bedeutung. Anstelle der KGS-Nummer wird als Objekt-Identifikator (ID) die Inventar- oder Gebäudenummer in der Bau- und Nutzungsordnung der Gemeinde verwendet.